# IV. Robert de La Marck
IV. Robert de La Marck, közismerten Bouillon marsall (Sedan, 1512. január 5. – Guise, 1556. november 4.) francia főnemes, Bouillon hercege, Sedan fejedelme, az itáliai háborúk hadvezére II. Henrik királysága idején. Apjához, III. Robert de La Marckhoz hasonlóan maga is Franciaország marsallja lett, emellett Normandia kormányzóságát látta el.

## Származása
A vesztfáliai La Marck-ház arembergi ágához tartozó II. Eberhard / Évrard (1365–1440), IV. Robert szépapja 1424-ben vásárolta meg a sedani uradalmat Bouillon közelében. Fia, I. Jean de La Marck (1410–1470/80) VII. Károly francia király kamarásaként szolgált, és 1456-ban elsőként kapta meg a bouilloni hercegi címet, utódai pedig mind francia szolgálatban hadakoztak. III. Robert de La Marck (1491–1536) 1526-tól a királyság marsalljai közé tartozott. Ő 1510. április 1-jén a vigny-i kastélyban vette feleségül Guillemette de Sarrebruck-Commercyt (1490–1571), az 1504-ben elhunyt II. Robert de Sarrebruck-Commercy braine-i és roucy-i gróf, valamint Marie d'Amboise leányát, III. Amé de Sarrebruck-Commercy (1495–1525) gróf testvérét, aki anyja révén II. Charles d'Amboise (1472 k.–1511) marsall és Georges d'Amboise (1460–1510) bíboros unokahúga volt. Amé gróf fiatalon, gyermektelenül halt meg, ekkor birtokait felosztották leánytestvérei között. Guillemette örökölte meg a braine-i grófságot és néhány uradalmát (Monta(i)gu, Neufchâtel-sur-Aisne, Pontarcy, La Ferté-Gaucher). Guillemette I. Ferenc gyermekeinek nevelője (gouvernante), továbbá 1560-ig az összes királynő – Bretagne-i Anna, Habsburg Eleonóra, Medici Katalin és Stuart Mária – társalkodónője volt.
A párnak egyetlen gyermeke született, IV. Robert.

## Pályája
Apja nagy kegyben állt I. Ferenc francia királynál, így már annak életében, fiatalon különböző kitüntetésekben részesült: a Szent Mihály-rend tagja lett, 50 katona élére nevezték ki kapitánnyá, végül apja örökébe lépve a király svájci testőrgárdájának parancsnokává nevezték ki. Apja viszonylag fiatalon halt meg, röviddel azután, hogy megörökölte a hercegséget nagyapjától, II. Robert-től. 1536-ben így IV. Robert lett Bouillon hercege, Sedan, Florange és Raucourt ura, valamint édesanyja révén Braine grófja, I. Ferenc pedig apja két várnagyságát (Château-Thierry és Châtillon-sur-Marne) is átadta neki.
Karrierje igazán I. Ferenc halálát követően ívelt fel, alapvetően anyjának és anyósának köszönhetően: 1538-ban ugyanis Françoise de Brézét (1515–1577), Henrik dauphin szeretője, Diane de Poitiers lányát, maulévrier-i grófnőt vette feleségül. Diane de Poitiers-nek hatalmas befolyása volt férje uralkodása idején, így neki köszönhető, hogy IV. Robert herceget 1547-ben a frissen trónra lépő II. Henrik marsallá nevezte ki (az 1544-ben lemondott Claude d’Annebault helyét átadva neki), és őt bízta meg az újonnan létrehozott három katonai körzet egyike, a Burgundiát, Champagne-t és Brie-t magába foglaló terület vezetésével.
Az új uralkodó bevette a királyi tanácsába, ahol a királyi szerető szövetségeseként az itáliai háborúk folytatása mellett kardoskodott. 1549. augusztus 28-án magát Sedan szuverén fejedelmévé nyilvánította, amit II. Henrik elismert, 1550-ben pedig követségbe küldte a frissen megválasztott III. Gyula pápához. 1552-ben a király őt tette meg Normandia királyi kormányzójává az elhunyt d’Annebault admirális utódaként, ami szokatlan volt, mivel jellemzően helyi nemeseket neveztek ki tartományi kormányzókká és helytartókká.
A tizedik itáliai háború során, 1552-ben részt vett Metz elfoglalásában, és visszaszerezte az V. Károly csapatai által harminc évvel korábban elfoglalt bouilloni birtokait. 1553 júliusában fogságba esett az artois-i Hesdin elestekor. A flandriai L'Écluse várába vitték, ahol rossz bánásmódban részesítették, mivel nem volt hajlandó átállni a császár és spanyol király szolgálatába. Csak a háborút lezáró, 1556. február 15-én megkötött vaucelles-i békét követően szabadult ki hatalmas váltságdíj fejében: az eredetileg 80.000 arany écut Diane de Poitiers 60.000-re tudta lealkudni. A három évnyi rabságból megrendült egészségi állapotban került ki, ami hozzájárulhatott szabadon engedéséhez. Röviddel ezután meghalt Guise városában (a kortárs Brantôme szerint megmérgezték). A sedani Szent Lőrinc-templomban temették el.

## Házassága, utódai
IV. Robert de La Marck 1538-ban a Louvre kápolnájában vette feleségül Françoise de Brézét, Diane de Poitiers (1499/1500–1566) és az anyai ágon VII. Károly francia király törvénytelen lányától származó Louis de Brézé (1463–1531) maulévrier-i gróf lányát. Frigyük révén La Marck lett Maulévrier grófja, Bec-Crespin, Mauny és Sérignan-du-Comtat bárója, Nogent-le-Roi, Bréval, Beynes és Chaumont-sur-Loire ura. Házasságukból kilenc gyermek született:
- Henri-Robert de La Marck (1540–1574), Sedan fejedelme, Bouillon hercege, Normandia kormányzója, a svájci testőrség parancsnoka. 1562-ben protestáns hitre tért, így megfosztották franciaországi rangjaitól és birtokaitól.
- Charles Robert de La Marck (1541–1622), Maulévrier és Braine grófja, Pontarci bárója, Nogent-le-Roi várnagya, a sedani fejedelemség trónkövetelője.
- Christian, hatéves kora körül halt meg.
- Antoinette de La Marck (1542–1591) I. Henri de Montmorency herceg, languedoci kormányzó és connétable felesége.
- Guillemette (1543–1544).
- Diane de La Marck (1544–1622 után), Jacques de Clèves nevers-i herceg és retheli gróf, majd Henri de Clermont clermont-i herceg és tonnerre-i gróf, végül Jean Babou sagonne-i gróf felesége.
- Guillemette de La Marck (1545–1592), Jean de Luxembourg brienne-i és ligny-i gróf, majd 1579-től Georges de Bauffremont felesége.
- Françoise (1547–1608), az avenay-i Szent Péter-apátság apátnője.
- Catherine (1548–1630), Bréval úrnője, Jacques de Harlay, Champvallon urának felesége.

Felesége nem házasodott újra, és régensként kormányozta a sedani fejedelemséget első fiuk nagykorúságáig.

## Galéria
- A La Marck-ház címere
- IV. Robert de La Marck 1570 körül rajzolt arcképe (ismeretlen alkotó műve)
- Felesége, Françoise de Brezé (1550 k.)

## Fordítás
- Ez a szócikk részben vagy egészben  a   Robert IV de La Marck című francia Wikipédia-szócikk ezen változatának fordításán alapul.  Az eredeti cikk szerkesztőit annak laptörténete sorolja fel. Ez a jelzés csupán a megfogalmazás eredetét és a szerzői jogokat jelzi, nem szolgál a cikkben szereplő információk forrásmegjelöléseként.
- Ez a szócikk részben vagy egészben  a   Robert IV de La Marck című német Wikipédia-szócikk ezen változatának fordításán alapul.  Az eredeti cikk szerkesztőit annak laptörténete sorolja fel. Ez a jelzés csupán a megfogalmazás eredetét és a szerzői jogokat jelzi, nem szolgál a cikkben szereplő információk forrásmegjelöléseként.